# Броненосцы типа «Динъюань»
Броненосцы типа «Динъюань»  — серия из двух броненосцев ВМФ императорского Китая. Были построены в Германии на штеттинских верфях фирмы «Вулкан». Единственные линейные корабли в истории китайского флота. Приняли активное участие в японо-китайской войне 1894—1895 гг.

## Представители
«Динъюань» ('Ting Yuen'). Заложен 1 января 1879 года. Спущен на воду 16 декабря 1881 года. Введён в строй 1 января 1884 года (фактически в 1885). В феврале 1895 года потоплен.
 «Чжэньюань»  ('Chen Yuen'). Заложен 1 января 1880 года. Спущен на воду 28 декабря 1882 г. Введен в строй 1 января 1884 (фактически в 1885). С февраля 1895 года  «Чин-Иен» , в составе ВМФ Японии.
В литературе имеется утверждение, что «Динъюань» и «Чженьюань» при полной идентичности конструкции отличались друг от друга зеркально-противоположным расположением башен главного калибра (у «Динъюаня» впереди левая башня, у «Чжэньюаня» — правая).
. Однако фотографии показывают одинаковую схему расположения с выдвинутой вперед правой башней.

## Описание конструкции
Хотя броненосцы «Динъюань» и «Чжэньюань» были заложены в Германии, по своей конструкции, прежде всего, по размещению артиллерии, они не походили на предшествующую им серию немецких казематных броненосцев типа «Заксен»(«Саксен») и более напоминали строившиеся в то время в Великобритании башенные броненосцы «Аякс» и «Агамемнон», которые, в свою очередь, представляли уменьшенный вариант броненосца «Инфлексибл». Эти корабли отличались размещением четырёх крупнокалиберных орудий главного калибра в двух вращающихся башнях, расположенных последовательно диаметрально на полубаке. От «Заксенов» китайские броненосцы унаследовали «размеры и конструктивные особенности корпуса».

### Корпус
Броненосец типа «Динъюань» обладал стале-железным корпусом, построенным по «клеточной» (бракетной) схеме, с таранным форштевнем и дополнительными бортовыми килями. Корабль имел двойное дно; многочисленные продольные и поперечными переборки разделяли трюмы на около 200 водонепроницаемых отсеков. Борт низкий. Палуба прямая, гладкая, с длинной узкой надстройкой, проходящей через весь корабль. Две линейно расположенные дымовые трубы, две мачты с боевыми марсами и грузовыми стрелами. Соотношение длины и ширины у «Динъюаня» и «Чжэньюаня» было более соразмерно, чем у «Аякса» и «Агамемнона», которые заметно отличались большей шириной и укороченным корпусом и, как следствие, были хуже управляемы. Впрочем, «Заксены», по образцу которых строились корпуса китайских броненосцев, тоже отличались плохой мореходностью и, по существу, предназначались только для прибрежного плавания.

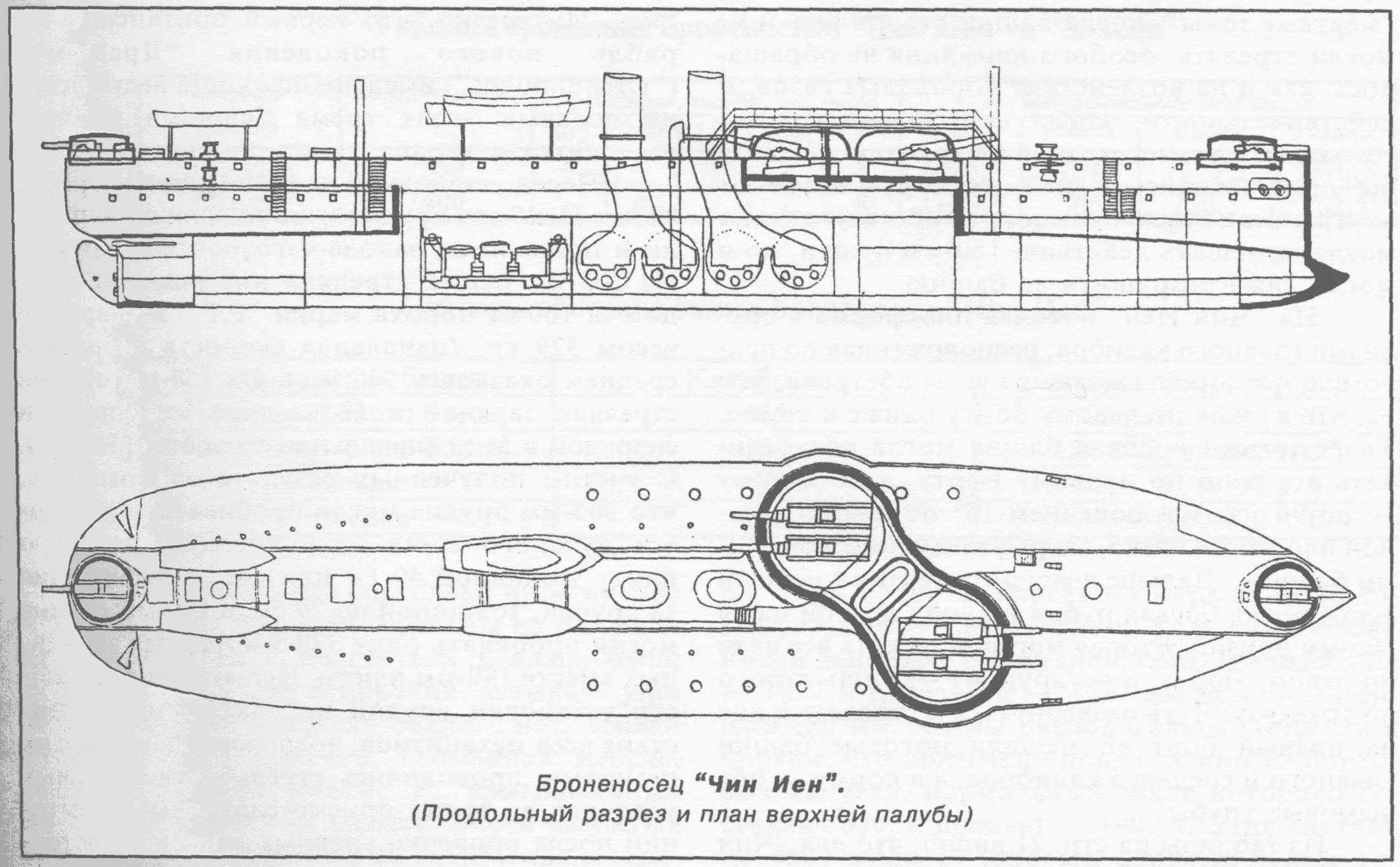

### Бронирование
Вертикальное бронирование у «Динъюаня» и «Чжэньюаня» защищало только среднюю часть корпуса. Машинные и котельные отделения, а также погреба боезапаса прикрывались цитаделью, которую образовывали бортовой бронепояс и поперечные броневые траверсы. Пояс в 3 метра высотой достигал в средней части толщины в 16 дюймов стальной брони «компаунд». Верхняя часть пояса имела толщину в 10 дюймов, нижняя (ниже ватерлинии) — в 6 дюймов брони. Такой же толщины были и траверсы. Над цитаделью был установлен броневой редут в форме наклоненной восьмерки, где располагались два барбета для артиллерийских установок главного калибра, и находившаяся между ними боевая рубка. Барбеты и рубка были защищены 12-дюймовой броней. Сверху их прикрывали броневые колпаки толщиной в 3 дюйма (в лобовой части — до 6 дюймов брони). Носовая и кормовая часть кораблей защищались только броневой палубой толщиной в 3 дюйма (в средней части кораблей, под редутом, бронепалуба отсутствовала). На случай поражения в незащищенный броней борт ряд отсеков у ватерлинии был наполнен пробкой, но в целом оконечности корабля оставались наиболее уязвимыми для вражеского обстрела.

### Артиллерийское вооружение
Основное артиллерийское вооружение броненосца типа «Динъюань» составляли четыре 12-дюймовых казнозарядных орудия фирмы Крупп. В этом китайские броненосцы отличались и от немецких броненосцев с орудиями в 11-дюймов, и от тогдашних английских линейных кораблей, использовавших 12,5-дюймовые и ещё большего калибра дульнозарядные орудия. Орудия размещались попарно на вращающихся установках в двух башенноподобных барбетах в районе полубака и теоретически могли вести огонь из четырёх стволов в самых широких секторах в горизонтальной плоскости. Особенно важным считалось возможности ведения носового огня всеми орудиями главного калибра, что отвечало тогдашней тактике таранного боя.
На деле сектора обстрелов из каждой башни имели большие «мертвые зоны», к тому же при выстрелах через борт, на нос или корму расположенные в центре броненосцев короткоствольные крупнокалиберные орудия создавали своими дульными газами реальную угрозу корабельным надстройкам. Другим недостатком было то, что при свежем ветре низкобортный корабль сильно накренялся, и у расположенных у борта башен стволы орудий иногда отстояли от воды менее чем на метр. Орудия были недальнобойны (44 кабельтова) и нескорострельны (один выстрел в 4 минуты), фактически из них можно было успешно вести огонь только по крупноразмерным и тихоходным судам либо по береговым объектам. Серьёзным недостатком было наличие в боезапасе к 12-дюймовым орудий преимущественно бронебойных снарядов, которые обычно пробивали небронированные японские корабли навылет, не взрываясь. Перед войной на броненосцах имелось лишь считанное количество фугасных снарядов (15 штук на флагманском «Динъюане»)

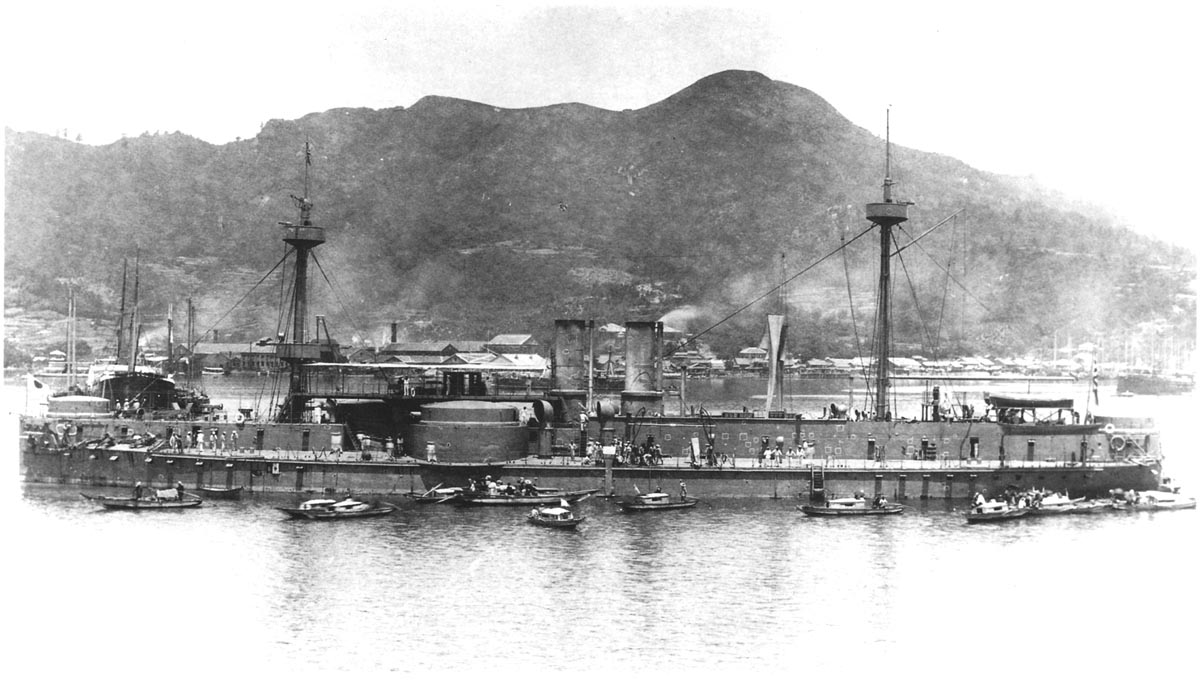
Броненосец «Чжэньюань» после захвата японцами

Среднекалиберное вооружение броненосцев ограничивалось двумя 6-дюймовыми орудиями, установленными на носу и корме и защищенными легкими колпаками из 2-дюймовой брони цилиндрической формы. Отсутствие значительного числа орудий среднего калибра было одним из самых серьёзных недостатков броненосцев типа «Динъюань», особенно в условиях бурного развития скорострельной среднекалиберной артиллерии во флотах других государств. Вспомогательное вооружение составляли две 3-дюймовые шлюпочные пушки, обычно устанавливавшихся на надстройках и несколько 57- 37 миллиметровых скорострелок Гочкиса, стоявших на марсах и мостике. Такое вооружение не могло защитить большой корабль от атак миноносцев противника. Собственное минное вооружение броненосцев состояло из трёх надводных бортовых торпедных аппаратов. Торпедные аппараты были и на придававшихся каждому кораблю двух миноносках (минных катерах).

### Двигательная установка
Хотя «Динъюань» и «Чжэньюань» в момент постройки именовались «броненосными корветами», оснащение их парусным рангоутом не предполагалось (хотя имеются изображение на чертеже с парусным вооружением). 7500 тонные корабли приводились в движение двумя горизонтальными трехцилиндровыми паровыми машинами двойного расширения, которые снабжали восемь огнетрубных паровых котлов. Топки котлов были повернуты к бортам для лучшего доступа к угольным ямам. Машины развивали мощность в 6300 л. с., что позволяло разгонять корабль до 14,5 узлов (на испытаниях была показана мощность более 7000 л. с. и скорость свыше 15 узлов). Такой ход для тогдашних броненосных кораблей был вполне хорошим.

## Служба
Передача «Динъюаня» и «Чжэньюаня» Китаю задержалась в связи с франко-китайской войной 1884—1885 годов, по окончании которой корабли, включая также строившийся в Штеттине крейсер «Цзиюань», были официально переданы китайской стороне. По прибытии в Китай в октябре 1885 года они составили основное боевое ядро северной Бэйянской эскадры под командованием адмирала Дин Жучана. Цинская империя предполагала демонстрацией своих броненосцев произвести впечатление на соседние государства и предотвратить тем самым посягательства на суверенитет Китая. В течение нескольких лет «Динъюань» и «Чжэньюань» посетили с визитами Владивосток в 1886 году, Сингапур, порты Японии. Благодаря наличию у Китая броненосцев, у цинского командования сложилось убеждение о бесспорном превосходстве своего флота над японским, не имевшим тогда кораблей подобного класса.
В начале японо-китайской войны 1894—1895 гг. «Динъюань» и «Чжэньюань» совершили из Вэйхайвэя несколько выходов в море к берегам Кореи на поиск неприятеля, но затем Высший государственный совет Цинской империи потребовал от адмирала Дин Жучана ограничиться обороной китайского побережья. После первых сообщений об использовании японцами скорострельных орудий средних калибров со снарядами фугасно-разрывного действия на броненосцах была усилена противоосколочная и противопожарная защита.

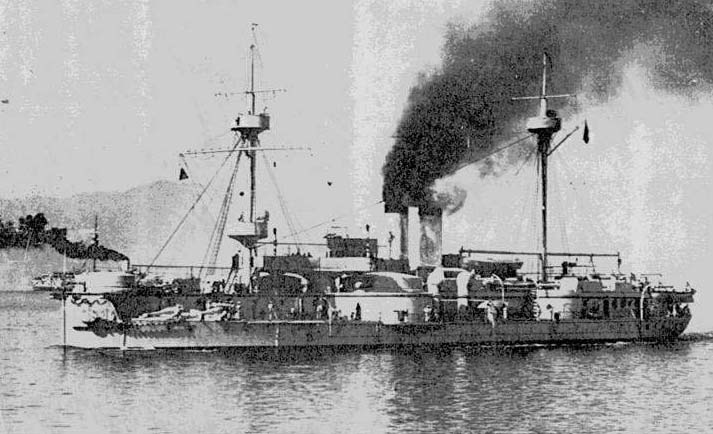
Броненосец «Чжэньюань» (фото сделано во время службы в японском флоте)

Барбеты…. защитили мешками с углем. Мешки с песком служили для прикрытия более легких орудий, и тросовые сетки были расположены в подходящих местах для предохранения людей от осколков. Верхние части боевых рубок сняли, чтобы дать свободный выход газам и осколкам разорвавшихся снарядов, а также и для того, чтобы уменьшить размеры цели. Щиты барбетов на броненосцах тоже оставили на берегу; вообще, от тонкой брони старались избавиться на том основании, что лучше не иметь вовсе никакой защиты, чем иметь слабую. Все шлюпки также оставили, взяв только по одной гичке для каждого корабля..
Все лишнее дерево, снасти и т. п., было оставлено на берегу; выступающие за борт части мостиков были отрезаны, все деревянные поручни заменены леерами, а деревянные трапы, где было возможно, заменены шторм-трапами… Койки пошли на защиту прислуги скорострельных пушек. Внутри небронированных надстроек, идущих от середины к носу и корме, были сложены мешки с песком, образуя стену в 4 фута вышиною и 3 фута толщиною; в этом пространстве должны были быть сложены несколько десятков зарядов и снарядов для 6-д. орудий, чтобы не задерживать их подачу

### Участие в сражении близ устья Ялу
«Динъюань» и «Чжэньюань» сыграли решающую роль в главном морском сражении войны — битве близ устья р. Ялу 17 сентября 1894 года. Оба броненосца находились в центре фронтального построения китайской эскадры. При открывшем сражении залпе флагманского «Динъюаня» в 12.50 в полной мере проявили себя недостатки размещения орудий главного калибра в центре корпуса. При выстреле из 12-дюймовых орудий их дульные газы ударили по мостику, где находился командующий эскадрой адмирал Дин Жучан, получивший контузию и на некоторое время вынужденный передать командование командиру броненосца Лю Бучаню. Вскоре, однако, японский снаряд разбил на «Динъюане» марс с сигнальной площадкой, и руководство китайской эскадрой с флагманского корабля стало невозможным.

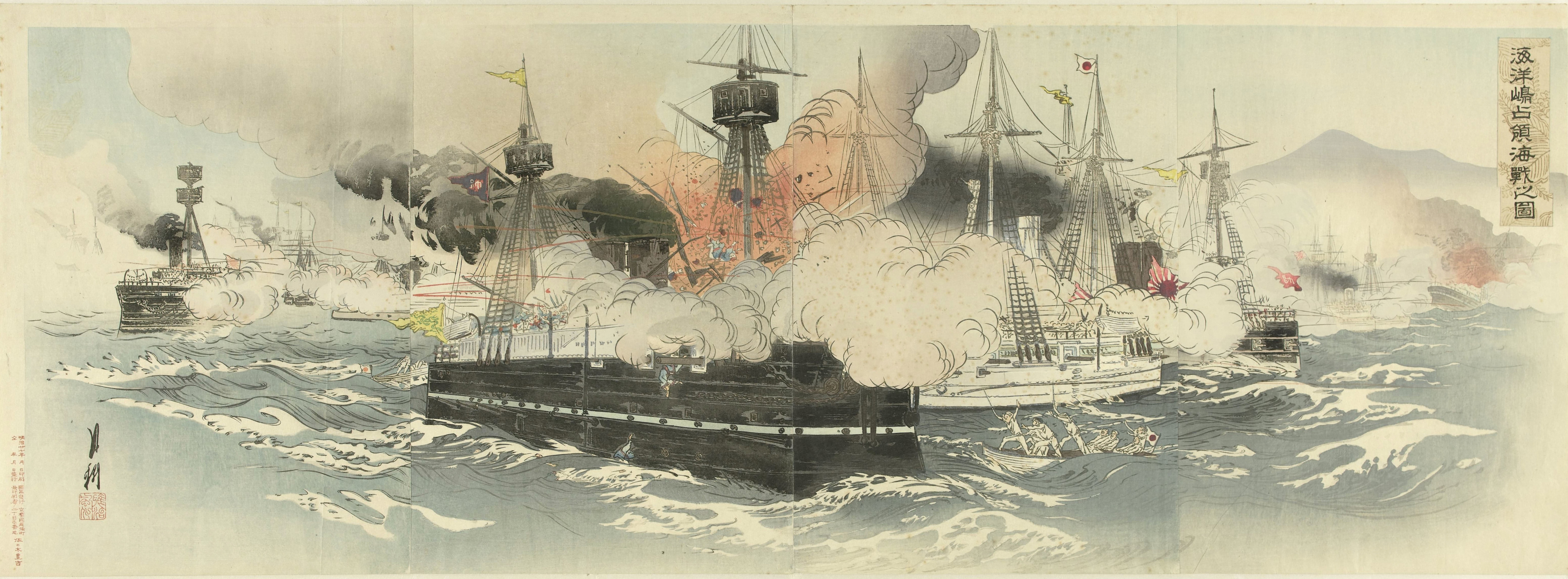
Китайские броненосцы при Ялу на японской литографии (эпизод с прохождением между «Динъюанем» и «Чжэньюанем» корвета «Хиэй»)

В начале боя, когда главные силы японской эскадры вице-адмирала Ито стали обходить китайский флот с правого фланга, «Динъюань» и «Чжэньюань» атаковали слабейшие корабли вражеского арьергарда. Китайские броненосцы продемонстрировали полное превосходство над небольшим японским рангоутным броненосным корветом «Хиэй», который получил тяжелые повреждения от огня 12-дюймовых орудий. Один китайский снаряд разорвался вблизи кают-компании, другой — на батарейной палубе корвета. На корабле было много убитых и раненых, вспыхнул пожар. Китайские броненосцы выпустили по «Хией» и две торпеды, но не попали. Японский корвет прошёл между китайскими кораблями на расстоянии всего 700 ярдов (640 м) и смог спастись, хотя вынужден был из-за повреждений выйти из боя. Другой целью атаки «Динъюаня» и «Чжэньюаня» стало штабное судно «Сайкё-мару», где находился начальник морского штаба Японии адмирал Кабояма. «Сайкё», получивший от броненосцев четыре попадания, был пробит в нескольких местах насквозь, его рулевая рубка оказалась разрушенной, но всё же пароход сумел уйти и спастись.
Вскоре строй китайской эскадры был полностью нарушен. Китайские крейсера увлеклись преследованием кораблей японского арьергарда, а адмирал Дин Жучан с двумя броненосцами развернулся навстречу главным японским силам. В последующем «Динъюань» и «Чжэньюань» вели бой с отрядом вице-адмирала Ито: три бронепалубных крейсера типа «Мацусима» («Мацусима», «Ицукусима» и «Хасидате»), малый броненосный крейсер «Тиёда» и малый казематный броненосец «Фусо», к которым иногда присоединялся отряд контр-адмирала К. Цубои: бронепалубные крейсера «Иосино», «Такатихо», «Нанива» и «Акицусима».

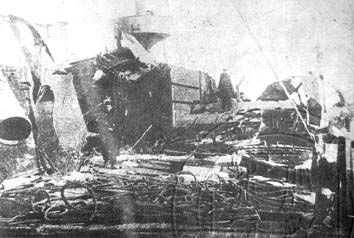
Повреждения броненосца «Динъюань» в Вэйхайвэе (фото сделано после 17 февраля 1895 г.)

Главным противником «Динъюаня» и «Чжэньюаня» были крейсера типа «Мацусима». Каждый из них был вооружен 12,5-дюймовым орудием, благодаря которому эти крейсера рассматривались японцами как охотники на устаревшие китайские броненосцы. Однако сверхтяжелые японские орудия показали в бою полную непригодность, поэтому крейсера адмирала Ито вели бой своей многочисленной артиллерией средних калибров. В течение нескольких часов китайские броненосцы были под постоянным обстрелом. «Динъюань» получил около 160 попаданий, «Чжэньюань» — около 220. Японские фугасные снаряды сильно повредили мачты, дымовые трубы и вентиляторы, вызвали большие разрушения незащищенных надстроек и на верхней палубе, но не могли пробить толстую броню барбетов и цитадели. Видимо, серьёзным упущением японцев было то, что они вместо обстрела незащищенных оконечностей китайских кораблей сосредоточили свой огонь на их хорошо бронированной центральной части, стремясь вывести из строя находившиеся там орудия главного калибра (высказывалась версия, что противник стремился не потопить броненосцы, а обезоружить и захватить в качестве трофеев).
Трижды на флагманском броненосце вспыхивали пожары, один из них охватил всю носовую и центральную часть, так что «Динъюань» продолжал вести огонь лишь из одной кормовой 6-дюймовки. Когда команда справилась с пожаром, орудия главного калибра вновь вступили в бой. На втором китайском броненосце было восемь пожаров — меньшего масштаба. «Чжэньюань» потерял носовую 6-дюймовку и одно из орудий главного калибра, кроме того, получил заметный носовой крен, возможно, из-за подводной пробоины. Оба броненосца согласованно маневрировали на малом ходу, старясь держаться к обходившей их вокруг вражеской кильватерной колонне в наиболее выгодном положении для секторов обстрела. Всего в ходе 4-часового боя «Динъюань» и «Чжэньюань» выпустили по противнику двести 12-дюймовых и двести семьдесят 6-дюймовых снарядов.

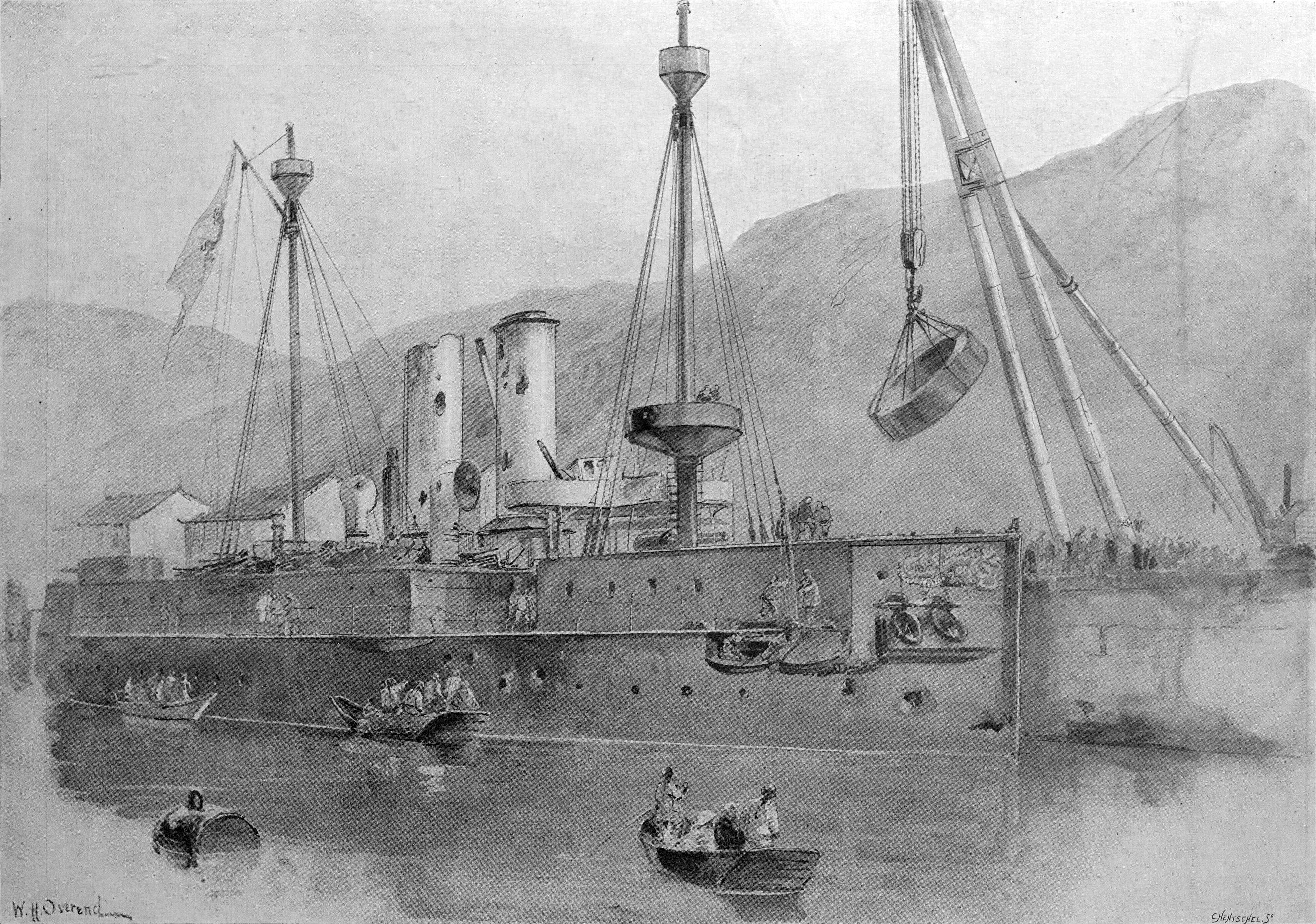
Китайский броненосец ремонтируется после битвы. Зарисовка с натуры

Наиболее результативен был обстрел китайскими броненосцами вражеского флагманского крейсера. За короткое время «Мацусима» получила не менее трех попаданий 12-дюймовыми снарядами. Один из них пробил крейсер навылет, второй вывел из строя главное 12,5-дюймовое орудие японского корабля в бронированном барбете, разбив его гидравлику и механизмы заряжения, третий взорвался на батарейной палубе, вызвав детонацию боекомплектов 4,7-дюймовых орудий и сильный пожар, который едва не привел к взрыву главного погреба боеприпасов. «Мацусима» была вынуждена выйти из боя. Три раза был поражен главным калибром китайских броненосцев и второй японский крейсер «Ицукусима», в том числе — в машинное отделение и в отсек носового торпедного аппарата. Если бы эти снаряды взорвались, и этот крейсер, очевидно вышел бы из строя. В целом сражение показало превосходство китайских броненосцев германской постройки над созданными по французскому проекту крейсерами типа «Мацусима». Несмотря на жесточайший многочасовой обстрел команды «Динъюаня» и «Чжэньюаня» понесли меньшие потери, чем были на противостоявших им японских кораблях. На «Динъюане» было 16 убитых и 44 раненых, на «Чжэньюане» — 20 убитых и 16 раненых. Для сравнения, на «Мацусиме» было 33 человека убито, 71 ранено; «Хиэй» — 19 убито, 37 ранено, «Ицукусима» — 13 убито, 18 ранено
Тем не менее, ни один японский корабль не был потоплен, тогда как китайцы потеряли четыре крейсера, поэтому общее соотношений потерь во время сражения было в пользу японцев. Однако они не могли добиться победы, пока два главных китайских корабля продолжали вести бой против главных сил японского флота. К вечеру на «Динъюане» и «Чжэньюане» был практически расстрелян боезапас, на каждое 12-дюймовое орудие оставалось лишь по нескольку снарядов. Однако японские крейсера также почти полностью расстреляли свои снаряды и в 17.30 отошли, оставив пространство боя за кораблями адмирала Дин Жучана.

### Дальнейшее участие в японо-китайской войне

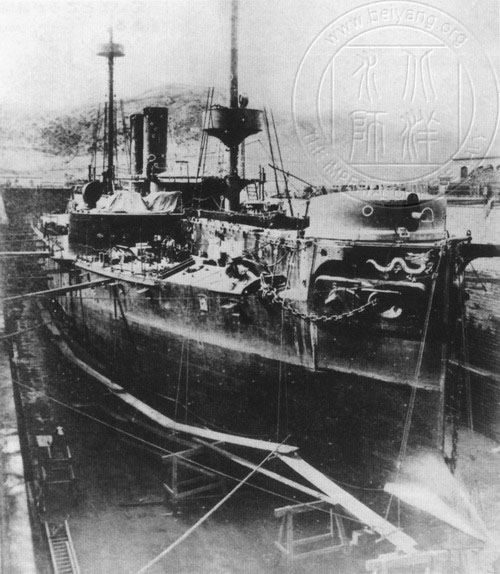
Броненосец «Динъюань» в доке на ремонтных работах

После сражения при Ялу «Динъюань» и «Чжэньюань» ремонтировались в Люйшуне. Когда в конце октября 1894 года возникла угроза захвата Люйшуня высадившейся японской армией, эскадра адмирала Дина перешла в Вэйхайвэй. В ноябре «Чжэньюань» вылетел на подводные скалы и на некоторое время был выведен из строя. В феврале 1895 г. Бэйянская эскадра была заблокирована в Вэйхайвэйской гавани японским флотом, город Вэйхайвэй был взят японскими войсками. Во время обороны базы флота на острове Люгундао броненосцы вели перестрелки с японскими кораблями, обстреливали позиции японских войск на побережье.
В ночь на 4 февраля в Вэйхавэйскую бухту скрытно, обойдя боновые заграждения и цепь сторожевых судов, прошли японские миноносцы. Двум из них удалось подойти к флагманскому «Динъюаню» и провести успешную торпедную атаку. Китайский флагман не был защищен противоминными сетями. Хотя при подходе японские миноносцы были обнаружены и по ним был открыт огонь из скорострельных малокалиберных орудий и стрелкового оружия, одна из выпущенных торпед поразила броненосец. Получив пробоину, «Динъюань» стал медленно погружаться, так как трюмные перегородки плохо держали воду. К утру корабль лег на дно на мелководье у берега, так что его верхняя палуба с орудийными башнями оставалась над поверхностью.
В отношении того, какой именно миноносец торпедировал «Динъюань», в литературе нет единого мнения. По одной версии, это был миноносец № 10: Приближаясь под градом снарядов орудий и пушек Гатлинга, миноносец вдруг увидел перед собой большую серую массу. Это был «Дин-Юань», и по нему он выстрелил из своего носового торпедного аппарата. Из-за обледенения торпеда не вылетела из аппарата, а застряла, так что половина её торчала наружу, а половина осталась внутри. Командир осторожно описал циркуляцию влево и выстрелил из торпедного аппарата правого борта. Несмотря на то что прицел произведен был тщательно и была взята точная поправка на скорость, направленная в середину «Дин-Юаня» с расстояния 300 ярдов (274 м) торпеда только-только попала в корму. Миноносец № 10 попал под обстрел, но избежал попаданий, хотя следовавший за ним миноносец, который не смог выпустить свои торпеды, был поражен малокалиберным снарядом, но сильно не пострадал..
По другой версии, «Динъюань» торпедировал миноносец № 9, шедший в атаку вторым: Второй миноносец (№ 9) подошёл к броненосцу Ting-Yen и тоже выпустил в него две мины, причем вторая, выпущенная с расстояния 200 фут (61 м), попала в броненосец и взорвалась. Миноносец бросился на побег, но сосредоточенным с нескольких судов сильным огнём был пробит его котел, выведены из строя все машинисты и кочегары, а также во многих местах был пробит его корпус. В таком положении он встретил миноносец № 19, который снял с него оставшуюся в живых команду и затем направился к выходу
Согласно показаниям очевидца с китайской стороны (находившегося на «Динъюане» английского инструктора Тейлора), атаковавший флагман миноносец был, по крайней мере, сильно поврежден:Я увидел приближающийся к нам контркурсом миноносец. Приблизившись на расстояние 300 ярдов, он круто повернул влево. Тут я заметил как раз, что один из наших снарядов оказал своё действие, так как над миноносцем поднялся столб пара. Несколько секунд спустя после того, как он повернул, его торпеда ударила в нас. Произошёл громкий, тяжелый удар и сильное дрожащее сотрясение, столб воды пронесся через палубы и почувствовался слабый, противный запах взрывчатых веществ… Корабль был выброшен на берег, но не наполнился и не затонул сразу, хотя во всех его переборках вследствие толчка была сильная течь.
По некоторым данным, на следующую ночь, во время очередного прорыва в бухту японских миноносцев, «Динъюань» был вновь поражен торпедой. В дальнейшем корабль продолжал участие в обороне как неподвижная батарея. Последний остававшийся у китайцев на плаву броненосец «Чжэньюань» по прежнему участвовал в боях с японским флотом и береговыми батареями. Согласно некоторым данным, 9 февраля во время одной из таких перестрелок броненосец стал жертвой обстрела: 9-го японцы начали усиленную пальбу с моря и с суши; они громили теперь китайцев и с фортов западного полуострова, где им удалось поставить мортирные батареи. Броненосец Чин-юэн, снявшись с якоря, пошёл к одному из этих фортов, чтобы заставить его замолчать. Но два снаряда из 28 сантим. орудий, пущенные японцами, попали в броненосец близ его ватерлинии так удачно, что он тотчас же пошёл ко дну.
Похоже описан бой и у Х. Вильсона:  «Чин-Юань» был потоплен 9-го, как раз после того, как он сделал бортовой залп. Снаряд 9-дюймового орудия одного из сухопутных фортов, находившихся в руках японцев, попал в его носовую часть немного выше ватерлинии и пустил броненосец ко дну. Однако Н. Кладо писал, что японцы потопили не «Чжэньюань», а крейсер «Чингъюань» : 9 февраля, с одного из фортов попал в крейсер Ching-Yen один 11-д. снаряд и пробил борт у ватерлинии. Почти час после того он ещё держался на воде, а затем затонул и впоследствии был взорван самими китайцами. Судя по последующему быстрому вводу бывшего «Чжэньюаня» в строй, он действительно остался не потопленным.

Взорванный броненосец «Динъюань»

10 февраля под огонь японских береговых батарей попал и сидящий на грунте «Динъюань». Броненосец вскоре взорвался от возникшего в результате обстрела пожара. По другой версии, его взорвали сами китайцы после капитуляции 12 февраля и самоубийства адмирала Дина Жучана.
«Чжэньюань» был сдан 14 февраля японцам и уже 16 марта 1895 года зачислен в состав японского флота, где прослужил до 1911 года как «Чин-Иен», после чего был использован как судно-цель, а потом разобран.
«Динъюань» был воссоздан в 2005 году в качестве полноразмерной копии и в настоящее время находится в качестве музейного судна-экспоната в Вэйхае (КНР).

## Оценка проекта
«Чжэнь-Юань» воплощал в себе устаревшие морские взгляды, когда бортовой огонь приносился в жертву носовому и когда главная артиллерия заметно преобладала над вспомогательной. В момент своего появления, в сравнении с линейными силами флотов других стран, броненосцы типа «Динъюань» представляли собой достаточно мощные корабли, которые вполне могли рассчитывать на успех в бою и с «Заксеном», и с «Аяксом». Однако стремительный прогресс военно-морских вооружений очень быстро сделал подобный тип кораблей устаревшим. В 1890-е гг. «Динъюань» и «Чжэньюань» считались уже слишком малотоннажными, тихоходными и слабовооруженными для класса эскадренных броненосцев. Только то, что Япония не успела получить к моменту войны с Китаем броненосцы «Фудзи» и «Ясима», уже заказанные в Англии, позволило устаревшим китайским кораблям в целом достойно проявить себя в борьбе с крейсерскими силами противника. В начале же XX в. «Тинъэн» (бывш. «Чжэньюань») мог рассчитывать только на роль броненосца береговой обороны, не способного участвовать в эскадренных сражениях. Тем не менее, броненосец принял участие в Цусимской битве 14-15 мая 1905 года.
Вопреки утверждениям о неэффективности «цитадельной» схемы бронирования (при которой очень толстой бронёй защищался только центр корпуса, оконечности же прикрывались только броневой палубой) оба броненосца в бою при Ялу сохранили боеспособность несмотря на обстрел скорострельной артиллерии противника. Хотя их оконечности и были сильно повреждены, ни один из них не потерял остойчивости и сохранил ход, что опровергло мнение критиков, считавших, что корабли подобной компоновки будут бессильны против скорострельной артиллерии.